# Trabalho intermitente no Brasil

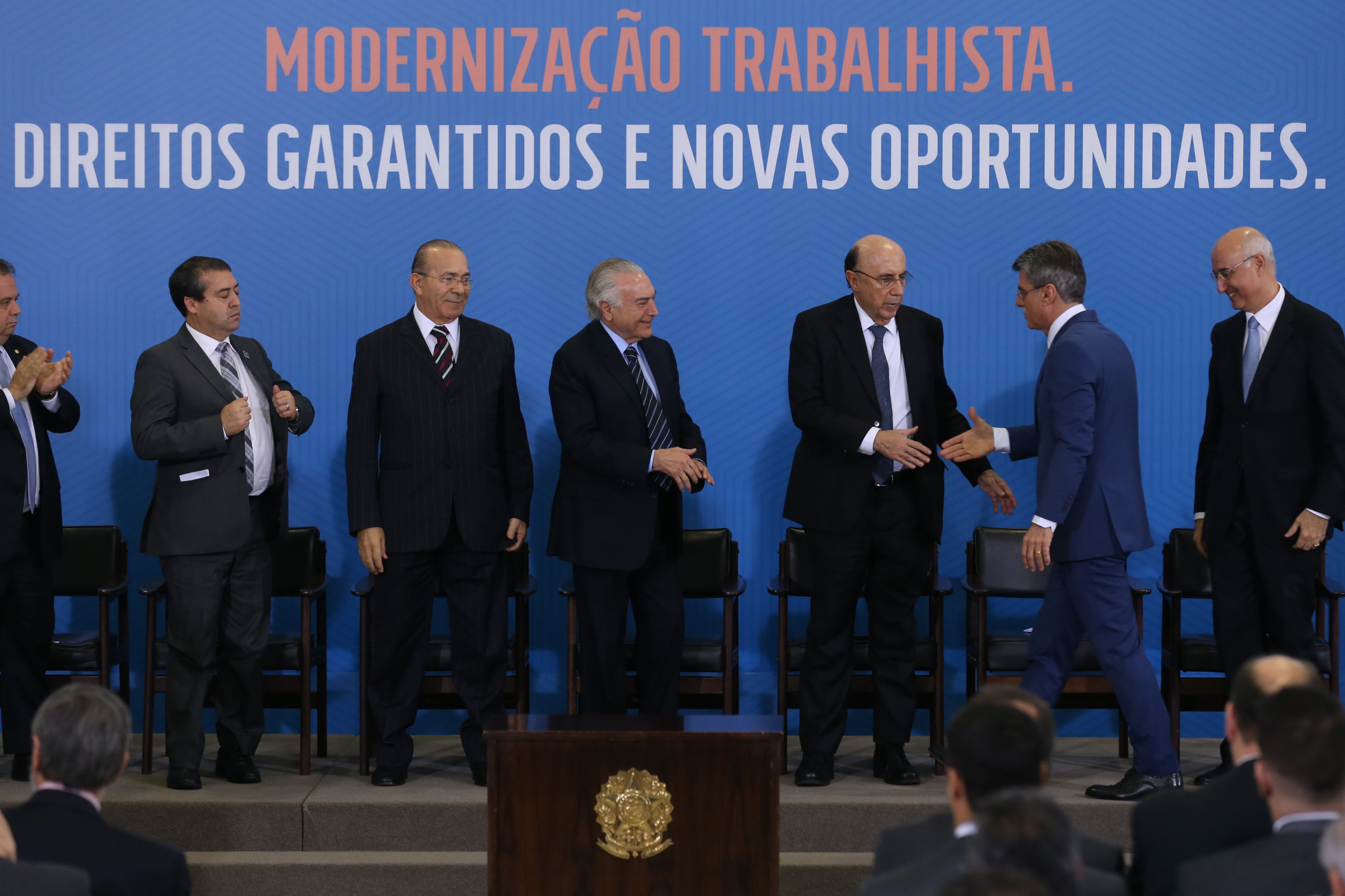
Governo Temer aprova reforma trabalhista em 2017.

Trabalho intermitente é uma modalidade de trabalho criada no Brasil a partir da reforma trabalhista de 2017, aprovada no governo Michel Temer.
Considera-se como intermitente o contrato de trabalho no qual a prestação de serviços, com subordinação, não é contínua, ocorrendo com alternância de períodos de prestação de serviços e de inatividade, determinados em horas, dias ou meses, independentemente do tipo de atividade do empregado e do empregador. O objetivo é dar mais flexibilidade ao empregador que tenha sazonalidade em sua atividade e possibilitar a formalização do trabalhador que ainda pode trabalhar para mais de um empregador para completar sua renda. O formato de pagamento diverge da atividade normal devendo o trabalhador ser pago por dia de trabalho.
Resumidamente, os empregadores poderão contratar funcionários e convocá-los apenas nos períodos em que seus negócios apresentam maior demanda em suas atividades. Por outro lado, o trabalhador pode manter mais de um registro em sua carteira de trabalho e atender assim a mais de um empregador dentro de sua disponibilidade de escala de trabalho.
Essa é uma possibilidade de formalizar a atividade de diversos profissionais que atuavam de maneira informal, se valendo do popular "bico" para poder trabalhar.
Apesar de novidade no Brasil, essa modalidade de emprego já existe em vários países europeus como Espanha, Itália, Alemanha, Portugal e Inglaterra.

## Trabalho intermitente em outros países
Na esteira do trabalho intermitente, países como Itália, Portugal, Alemanha e Inglaterra permitem a referida modalidade de trabalho.
Na Itália e em Portugal, existe a previsão de pagamento de compensação pelo período de inatividade e contrato de trabalho apenas pode ser adotado por setores com períodos em que a demanda por mão de obra é maior, como acontece nos setores de hotelaria e alimentação. Também há limites de idade e de duração do contrato de trabalho.
Já na Inglaterra, vigora os denominados “zero hour contracts” ou “contratos zero hora”: 

Nestes contratos, conforme já explica sua própria nomenclatura, não há garantia de um número mínimo de horas a ser trabalhado. Os trabalhadores são solicitados conforme a demanda do serviço, razão pela qual este modelo de contrato é muito utilizado nos setores em que as demandas para os serviços são variáveis. O artigo 27A do Employment Rights Act estabelece sua principal característica: não há garantia de prestação de serviços e de recebimento de salário.— D'AMORIM, Mariana Correia. O Conceito de Trabalho Intermitente. 2018. 68 f. TCC (Graduação) - Curso de Direito, Universidade Federal da Bahia, Salvador, 2018, p. 51. 
Por sua vez, na Alemanha, o denominado Arbeit Auf Abruf (contrato de plantão) foi criado por meio da “Lei de Promoção do Emprego” em 2003.
Tal lei foi responsável por diversas alterações nas relações trabalhistas alemãs, entre as quais foi incluído o chamado “contrato de plantão”. Entretanto, ao inverso do que ocorreu com a reforma trabalhista no Brasil em 2017, que foi aprovada sem ampla discussão social, o sistema alemão realizou a reforma na sua legislação social em quatro etapas: 

No contrato de plantão, empregadores e empregados acordam que o trabalho será prestado de acordo com a carga de trabalho. O acordo deve conter a duração de horas semanais e diárias. Se a duração semanal não for fixada, presume-se o mínimo de dez horas semanais e se a jornada diária não houver sido estabelecida em acordo, o empregador é obrigado a conceder no mínimo três horas consecutivas por cada dia solicitado.— D'AMORIM, Mariana Correia. O Conceito de Trabalho Intermitente. 2018. 68 f. TCC (Graduação) - Curso de Direito, Universidade Federal da Bahia, Salvador, 2018, p. 56. 
Sem exaurir os Estados que concebem o trabalho intermitente, esses são alguns exemplos de países que aderem a tal regime trabalho, bem como a forma como permitem que essa modalidade de relação de emprego aconteça.

## Trabalho intermitente e elementos fático-jurídicos da relação de emprego
A reforma trabalhista introduziu diversas inovações no âmbito do direito trabalhista brasileiro, sendo, possivelmente, a normatização do trabalho intermitente uma das mais controversas entre os especialistas no assunto. Ao tratar do tema, a Lei nº 13.467/2017 alterou a redação do caput do artigo 443, introduziu no artigo o §3º que trouxe a conceituação da categoria trabalho intermitente e também criou o artigo 452-A, todos dispositivos da Consolidação das Leis do Trabalho – CLT.
Através da leitura dos artigos supracitados percebe-se a intenção do legislador em esclarecer que o trabalhador intermitente estará igualmente protegido pela legislação brasileira, no entanto alguns pontos específicos merecem maior atenção, dentre eles pretende-se analisar a categoria sob os elementos fático-jurídicos caracterizadores da relação de emprego, além destacar a não continuidade dos serviços prestados e a questão salarial, direito garantido no artigo 7o da Constituição Federal de 1988.
O §3º do artigo 443 da CLT conceitua trabalho intermitente como “Considera-se como intermitente o Contrato de Trabalho no qual a prestação de serviços, com subordinação, não é contínua, ocorrendo com alternância de períodos de prestação de serviços e de inatividade, determinados em horas, dias ou meses, independentemente do tipo de atividade do empregado e do empregador, exceto para os aeronautas, regidos por legislação própria”. De outro lado, sabe-se que a relação de emprego, espécie do gênero relação de trabalho é regida pela Consolidação de Trabalho, é constituída por cinco elementos básicos, quais sejam: pessoa física, pessoalidade, subordinação, onerosidade e não eventualidade.
Confrontando o conceito criado pelo legislador com os elementos fático-jurídicos percebe-se que a subordinação está expressa no artigo, bem como que a pessoalidade e a necessidade de presença de pessoa física permanecem presentes, uma vez que o trabalhador intermitente não poderá se fazer substituir por outro (pessoalidade) e necessariamente deverá ser uma pessoa física.
Entretanto, a redação do artigo permite-nos questionar sobre possível afronta a não-eventualidade e a onerosidade. Ora, o artigo nos diz “não é contínua”, como tal expressão se diferenciaria da eventualidade que desnatura a relação de emprego? A resposta da questão está no próprio conceito de não eventualidade, ou seja, na obrigação do trabalhador prestar o serviço de forma permanente durante um espaço de tempo, mesmo que por algumas horas ou dias, sem a possibilidade de trabalhar quando quiser.
Logo, o trabalho intermitente se configura como um “bico”, não possuindo a necessidade de ser prestado continuamente por um longo período de tempo, podendo ser intercalado e requisitado por um espaço de tempo reduzido, de acordo com a necessidade do empregador. Quanto ao caráter oneroso, o trabalho intermitente não garante ao empregado um salário mensal, haja vista o contrato poder ser firmado para prestação de serviços em apenas alguns dias, não existindo vínculo que obrigue o empregador a convocar o trabalhador todo mês ou em períodos específicos, podendo se enquadrar em uma espécie de contrato sem salário. Contudo, há que se frisar que mesmo em menor período, o contrato deve ser oneroso, sendo garantido ao empregado durante o tempo trabalhado salário que não seja inferior ao mínimo (artigo 7º CF/88), observando a proporcionalidade aos dias efetivamente trabalhados.

## Contrato de trabalho
Como se trata de contrato de trabalho atípico, exige-se formalidade essencial para sua validade, devendo ser aplicado em atividades marcadas pela descontinuidade ou intensidade variável, a exemplo daquelas constituídas nos bares, restaurantes, construção civil etc.
O contrato de trabalho intermitente está caracterizado no artigo 452-A da CLT, deverá ser escrito, registrado na Carteira de Trabalho (CTPS) e conter especificamente o valor da hora de trabalho que será pago, respeitado o valor horário do salário mínimo ou aquele “devido aos demais empregados do estabelecimento que exerçam a mesma função em contrato intermitente ou não” (caput do artigo 452-A, CLT).

## Convocação
A previsão de convocação dos trabalhadores intermitentes está diretamente ligada a subordinação, elemento fático-jurídico caracterizador da relação de emprego. Tem-se que, o empregador que opta por contratar um trabalhador intermitente deverá, sempre que necessário, convocar seu subordinado para a prestação de serviço com antecedência mínima de três dias (art. 452-A, §1º CLT). O empregado terá o prazo de um dia útil para responder ao chamado, presumindo-se, no silêncio, a recusa, podendo o empregado aceitar ou recusar a convocação sem que isso incida em ato de insubordinação (ART. 452-A, §2º E §3º CLT).
A reforma trabalhista traz, nesse ponto, sanção expressa para qualquer das partes que descumpra os termos acordados após o aceite da convocação de que trata o §1º do artigo 452-A, impondo no §4º do mesmo artigo multa de 50% (cinquenta por cento) sobre o valor que seria devido ao empregado. Tal medida visa garantir a ambas as partes segurança quanto a expectativa de conclusão dos serviços que foram contratados.

## Direitos do trabalhador intermitente
Os trabalhadores intermitentes possuem, assim como os demais trabalhadores, os direitos básicos garantidos pelo artigo 7º da Constituição Federal, no entanto os direitos tendem a ter caráter proporcional ao que fora trabalhado, acabando por serem menores do que os de um trabalhador comum.
Importante frisar que não existe vínculo de exclusividade entre empregador e empregado, podendo o empregado fazer livre uso de seu tempo inativo em relação a um contratante, podendo firmar mais de um contrato intermitente mesmo que a prestação de serviço seja para atividades distintas.

### Salário
A noção de salário passou por uma desestruturação pela Lei 13.467/2017. Diz-se que o salário é “a parcela contraprestativa devida e paga pelo empregador a seu empregado em virtude da existência do contrato de trabalho, a verba salarial pode ser por unidade de tempo (salário mensal fixo – o tipo mais comum de salário), por unidade de obra (salário mensal variável, em face de certa produção realizada por obreiro), ou por critério misto (denominado salário-tarefa, que envolve as duas fórmulas de cálculo)”.
Com a reforma trabalhista no Brasil, o salário pode ou não existir, se e quando o trabalhador for convocado para o trabalho, já que terá sua remuneração devida na exata medida de seu trabalho, no que diz respeito à modalidade de verba salarial por unidade de obra. Não obstante, pode-se dizer que, segundo os artigos 443 (caput e parágrafo 3°) e 453-A, da CLT, e o artigo 7°, VII, da Constituição da República, percebe-se que há uma limitação aos novos dispositivos, com a garantia salarial nunca inferior ao mínimo legal, ainda devendo ser respeitada. Este entendimento também é reforçado pelo STF em vários julgados sobre servidores celetistas da administração pública, apesar da jurisprudência trabalhista não ter ainda estendido a garantia constitucional aos demais empregados do país, o que por certo terá de ser revisto, sobretudo após a reforma trabalhista.
O artigo 452-A, da CLT ainda define que o pagamento das verbas deve ser realizado no dia próprio da prestação do serviço, em que, ao final do expediente, o empregado receberá o pagamento imediato das seguintes parcelas: remuneração, férias proporcionais com acréscimo de um terço, décimo terceiro salário proporcional, repouso semanal remunerado e adicionais legais. Podem, ainda, incidir outras parcelas que não estão presentes no rol deste dispositivo, tais como adicional de insalubridade, adicional de periculosidade, Vale Transporte etc.

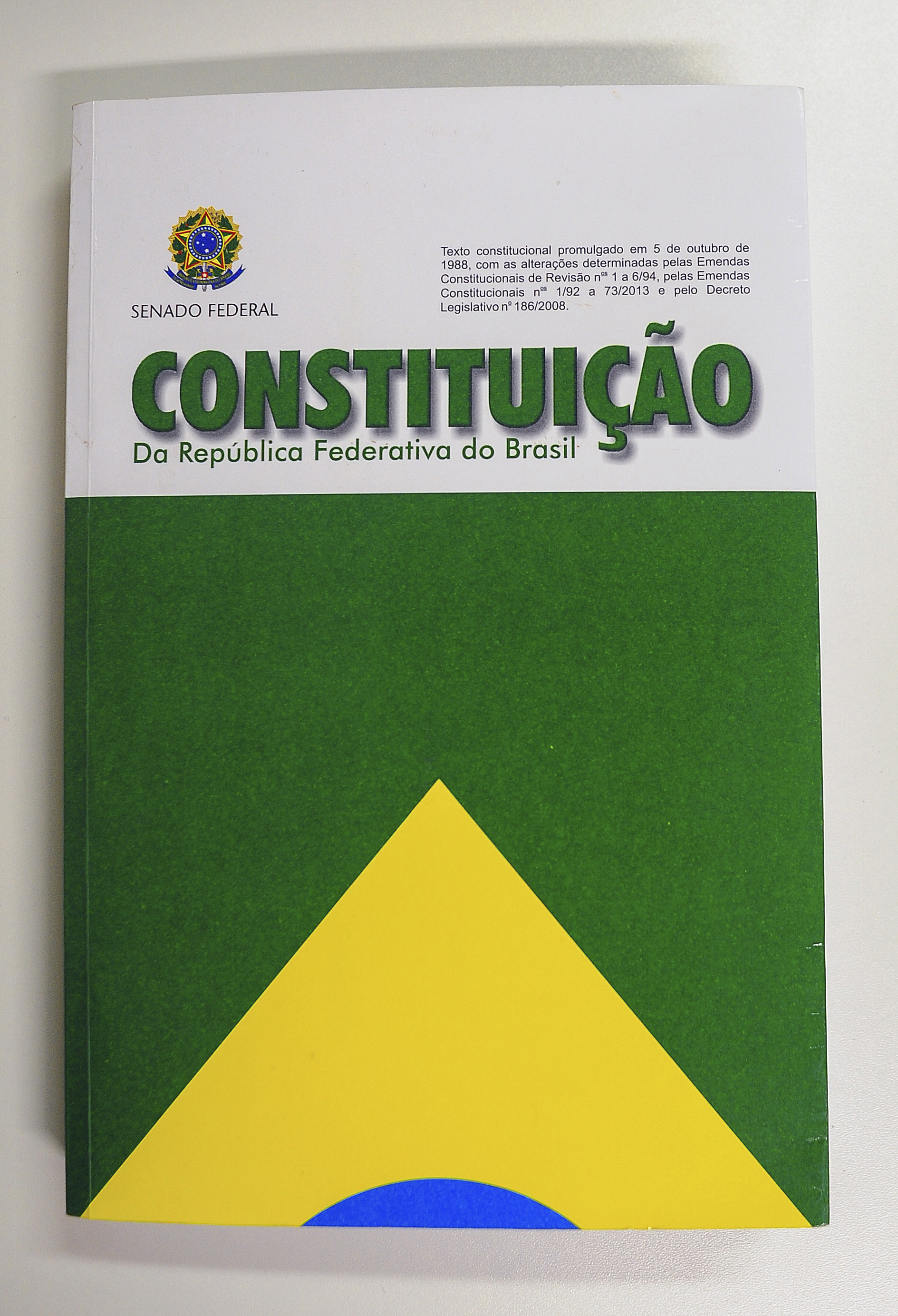
A Constituição da República Federativa do Brasil, de 1988, garante certos direitos ao trabalhador, não obstante a Reforma de 2017.

### Férias
A respeito das férias, dispõe o §9º do artigo 452-A CLT que a cada 12 meses o empregado terá direito a um mês de férias nos 12 meses subsequentes, não fazendo referência a período de atividade, o que faz com que a análise dada ao artigo seja que o período de inatividade integra o cálculo do período concessivo.
Pela literalidade da lei, entende-se que as férias poderiam ser tomadas sem pagamento da remuneração correspondente e do terço constitucional, o que descumpriria o disposto no artigo 7°, XVII, da Constituição Brasileira de 1988. Não há, porém, do ponto de vista jurídico no Brasil, a possibilidade de férias sem remuneração, podendo-se concluir que o pagamento das férias de 30 dias, com o devido terço constitucional, assegurado o cálculo do montante pela média mensal dos salários, estaria assegurado.

### Contribuição previdenciária
Em relação à contribuição previdenciária, tem-se grande deficiência na modalidade do trabalho intermitente, visto que devido a remuneração proporcional, o recolhimento previdenciário pelo empregador e o depósito do Fundo de Garantia do Tempo de Serviço também serão proporcionais apenas ao período que fora efetivamente trabalhado, fazendo com que o empregador necessite completar o valor a ser pago.

## Extinção do contrato de trabalho
A Lei 13.467 pouco ou nada disse sobre as condições de rescisão do contrato de trabalho intermitente, o que havia sido feito pela MP 808/2017. Com a revogação dos dispositivos da Medida Provisória, fica vaga a regulação da questão.

## Primeiros meses de implantação
A Lei 13.467/2017 instituiu o Trabalho Intermitente, mas não regulou de forma satisfatória o instituto, deixando lacunas na sua aplicação em diversos pontos, como recolhimento social e previdenciário, verbas rescisórias devidas na extinção contratual, transição do contrato de trabalho padrão para o intermitente, entre outros. Nesse sentido, a Medida Provisória 808/2017 que aparava certas arestas, não chegou a ser votada, perdendo sua validade e retornando o regramento do trabalho intermitente à sua redação original, sem delimitação de certas questões.
Em Fevereiro de 2018, o deputado Alessandro Molon (PSB-RJ) propôs o Projeto de Lei 9467/18, que pretende a revogação do trabalho intermitente, incorporado à legislação pela reforma trabalhista, devido ao seu caráter inconstitucional de afronta ao princípio da dignidade da pessoa humana. A proposta encontra-se em tramitação na Câmara dos Deputados, em pauta na Comissão de Trabalho, de Administração e Serviço Público (CTASP).
Segundo dados do Cadastro geral de empregados e desempregados CAGED, divulgados pela revista Carta Capital, de Novembro de 2017 a Julho de 2018, 78,4% do saldo de empregos formais gerados foi em contratos atípicos e precários que passaram a ser reconhecidos pela reforma trabalhista. Ainda de acordo com a pesquisa, 62% do saldo de emprego com contratos intermitentes estavam nos setores de comércio ou serviços, com menores salários. As ocupações com maior saldo de contratos intermitentes são respectivamente assistente de vendas, servente de obras, alimentador de linha de produção,faxineiro, vigilante e garçom.
Dois anos após a aprovação da reforma, o país gerou 644 mil vagas com carteira assinada em 2019, maior saldo anual desde 2013. O desemprego caiu para 11% no último trimestre de 2019, a menor taxa do quarto trimestre desde 2015. Especialistas atribuíram o resultado às novas modalidades de contrato de trabalho como o trabalho intermitente e a jornada parcial de trabalho. Novidade da reforma trabalhista, o trabalho intermitente respondeu por 13,3% do resultado das 644 mil vagas abertas em 2019.

## Críticas
Apesar da introdução da categoria trabalho intermitente na CLT ter propósito de proteção a um maior número de trabalhadores, analisando os dispositivos criados e a situação econômica do Brasil à época da reforma trabalhista, não se pode afirmar que a alteração do legislador chegará a alcançar o objetivo inicial, visto que regularizando tal tipo de prestação de serviços, certos empregadores optarão por firmar o contrato e convocar os empregados apenas quando lhe for conveniente, gerando insegurança financeira aos seus subordinados que se verão obrigados a firmar diversos contratos intermitentes para obter o mínimo necessário para sua sobrevivência. Por essas razões, críticos apontam que essa nova modalidade  é uma forma de "precarização" das relações de trabalho.
Aponta-se ainda algumas eventuais inconstitucionalidades dos dispositivos acrescentados à CLT pela Lei 13.467/2017, entre eles os que afrontam direitos fundamentais, como a duração do trabalho, o décimo terceiro salário e as férias remuneradas, além disso, a possibilidade de o trabalhador receber menos de um salário mínimo no mês.
Em uma das ações diretas de inconstitucionalidade (ADIN), movida pela Confederação Nacional dos Trabalhadores da Indústria (CNTI), argumenta-se que "o empregado é reduzido a mais uma ferramenta à disposição do empregador, sendo irrelevante se ele terá ou não condições de atender às suas necessidades vitais básicas".